# Laki (språk)
Laki (kurdiska: لکی leki) sedan 800- talet, är en dialekt av sydkurdiskan som talas av den Lak stammen båda i Iran, Irak och även i några delar av Turkiet (Istanbul) och Azerbajdzjan (baku).